# LEAVE IT ALL BEHIND
「LEAVE IT ALL BEHIND」（リーブ イット オール ビハインド）は、BABYMETALとタイのラッパーF.HERO（エフヒーロー）とタイのロック・バンドBODYSLAM（ボディースラム）とのトリプル・コラボ・シングル。2024年3月14日にタイのレーベルHigh Cloud Entertainmentから配信リリースされた。

## 音楽性、制作
F.HERO、BODYSLAMとBABYMETALのエッセンスを取り入れたラップ、ロック、メタルスタイルを融合させたスペシャルなコラボ曲。人生を喜びも悲しみも背負わなければならない旅に例え、“過去の悲しみや自分を責めるという行為など、全てを手放して夜明けごとに希望に満ちた人生を求める”、切なさの中に前を向いていく力強さを綴った楽曲となっている。
　メインプロデューサーのMAG The Darkest Romance（Thitiwat Rongthong）は、3つのバンドすべての特徴とアイデンティティを調整する役割を担当。更に、Aof Big Ass（Poonsak Jaturaboon）がオーディオ録音をサポートし、BODYSLAMのプロデューサーを務めた。BABYMETALのプロデューサーであるKOBAMETALが作詞、作曲、ミキシング＆マスタリングまで日本国内での制作を監修した。

## プロモーション
日本
2024年4月15日、F.HEROが『クイック・ジャパン・ウェブ』でのインタビュー記事に登場して、BABYMETALとの関わりや今回の楽曲の三者での制作の進め方などに答えている。
タイ
BABYMETALが音楽雑誌『The Guitar Mag』の表紙を飾るとともにインタビュー動画が2024年3月23日にアップされた。また、音楽雑誌『Headbangkok』でのインタビュー動画が2024年3月23日にアップされた。

## ミュージック・ビデオ
「LEAVE IT ALL BEHIND」のミュージック・ビデオ（以下MV）は F.HEROらが設立したタイの音楽レーベル「HIGH CLOUD ENTERTAINMENT」のF.HEROオフィシャルYouTubeチャンネルにて2024年3月14日に公開された。MVは、タイ・バンコクにて3アーティストが集合して撮影された。タイで活動する映像制作チーム「DIRECTORNET」が制作を手掛け、「再生つながる崩壊」をテーマに、この楽曲の世界観をCGで表現。BABYMETALもこの楽曲のためのダンスを沿え、スペシャルな映像に仕上がっている。
MVのBehind The Scenes映像がYouTobeのHigh Cloud Entertainment公式チャンネルで2024年4月21日に公開された。

## ライブ・パフォーマンス
2024年8月24日にタイ・バンコク（IMPACT MUANG THONG THANI）で初開催の〈SUMMER SONIC BANGKOK 2024〉にBODYSLAMのステージのスペシャルゲストとして、BABYMETALとF.HEROが共演、「LEAVE IT ALL BEHIND」を初めて3アーティストが集結する形で披露された。

## 称賛・栄誉
2025年3月11日にタイで開催されたThe Guitar Mag Awards 2025で、当楽曲がBest Collaboration Song Of The Yearを受賞した。